# Stroppo
Stroppo (Stròp in piemontese, Estròp in occitano) è un comune italiano di 106 abitanti della provincia di Cuneo in Piemonte, situato circa a metà della Valle Maira. Storico centro di riferimento nell'Alta Valle Maira, ospita nel suo territorio l'unica scuola media di alta Valle, il Convitto Alpino.

## Geografia fisica
L'estensione del comune varia dai 850 m s.l.m. della prima borgata Noufresio, che si incontra sulla strada provinciale, sino al confine con il comune di Elva e Sampeyre a quota 2000 m ed oltre.

## Storia
La documentazione dell’899 relativa al toponimo si apre con “Villa Stropo”, da collegare, secondo qualche studioso, alla voce dialettale “strup”, nel significato di ‘branco, stormo’, ma anche ‘gruppo di qualcosa’, giustificata dalla collocazione dispersa dell’abitato sul pendio. Il borgo costituiva, in passato, il punto di passaggio per raggiungere le valli Stura, Grana, Varaita. Nel Medioevo fu considerato la capitale dei dodici comuni liberi della valle superiore. Dal 1254 fu sotto il dominio dei marchesi di Saluzzo. Dopo le lotte di religione, passò nel Seicento a far parte dei territori assoggettati ai Savoia; fu dato in feudo ai signori Pallavicino di Ceva, poi al senatore Dalla Chiesa, e infine alla famiglia Taricco di Cuneo. Interessante sotto il profilo storico-artistico è la chiesa di San Peyre, che si trova in posizione isolata a 1.233 metri: è da considerarsi come un gioiello artistico della valle. Le sue origini risalgono all’XI secolo; l’edificio presenta una facciata irregolare a capanna, con muri in pietra, tetto in ardesia e campanile a vela. L’interno è diviso in tre navate, con volta a capriate in quella centrale, e volta a crociera nelle laterali. Gli affreschi dell’abside ritraggono personaggi della tradizione cristiana. Degna di nota è anche la parrocchiale di San Giovanni, che si trova al centro del borgo e risale al XV secolo. Numerose, infine, sono le cappelle che si trovano nei dintorni dell’abitato.

### Simboli
Lo stemma e il gonfalone del comune di Stroppo sono stati concessi con decreto del presidente della Repubblica del 20 novembre 1958.
Lo stemma è inquartato: nel primo di azzurro, alla lettera S maiuscola, d'argento; il secondo e terzo di rosso pieno; nel quarto, campo di cielo, a quattro monti al naturale, il secondo più elevato dei rimanenti, fondati su un terrazzo di verde.
Il gonfalone è un drappo partito di rosso e di azzurro.

## Monumenti e luoghi d'interesse

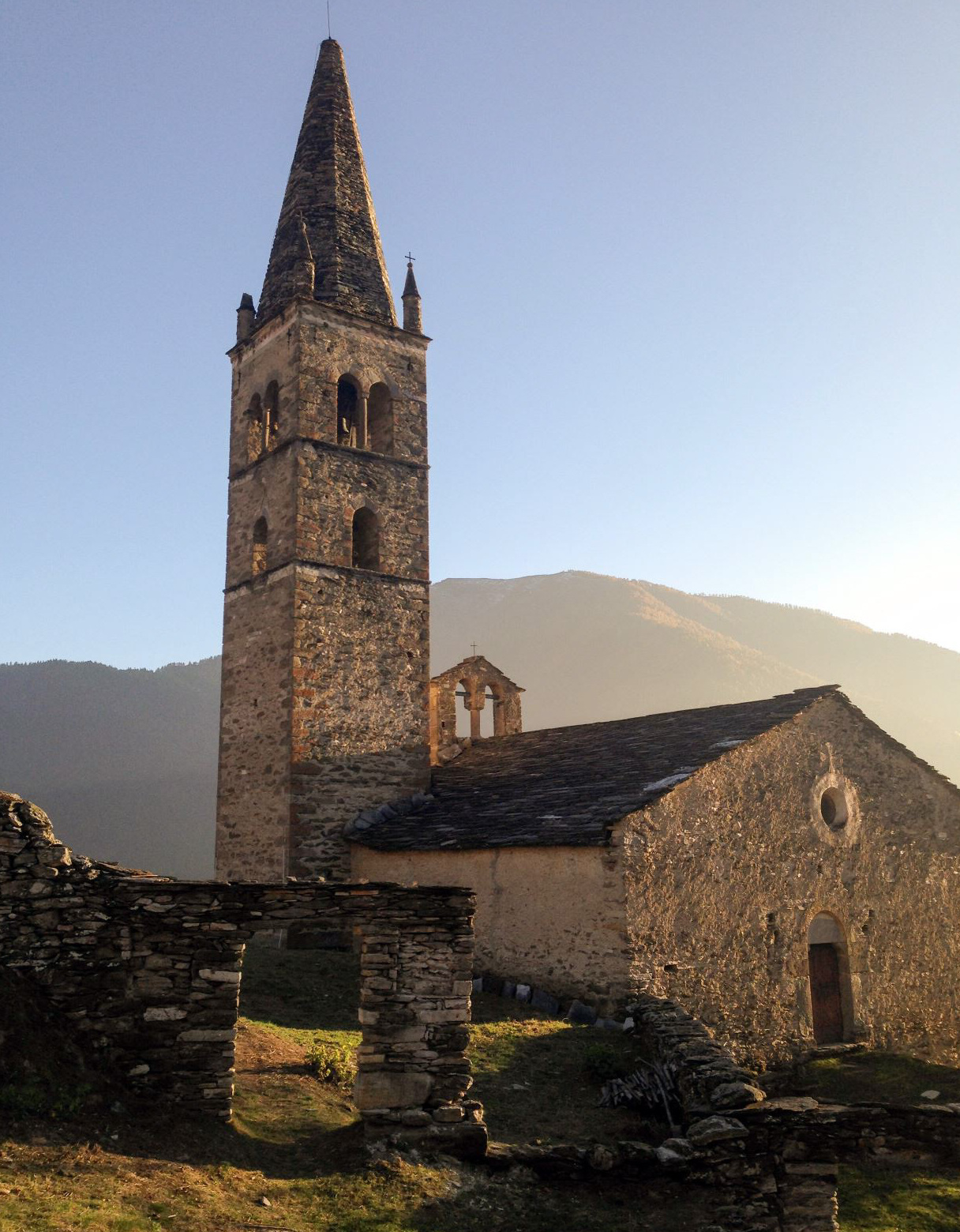
Chiesa di San Pietro e Paolo (San Peyre)

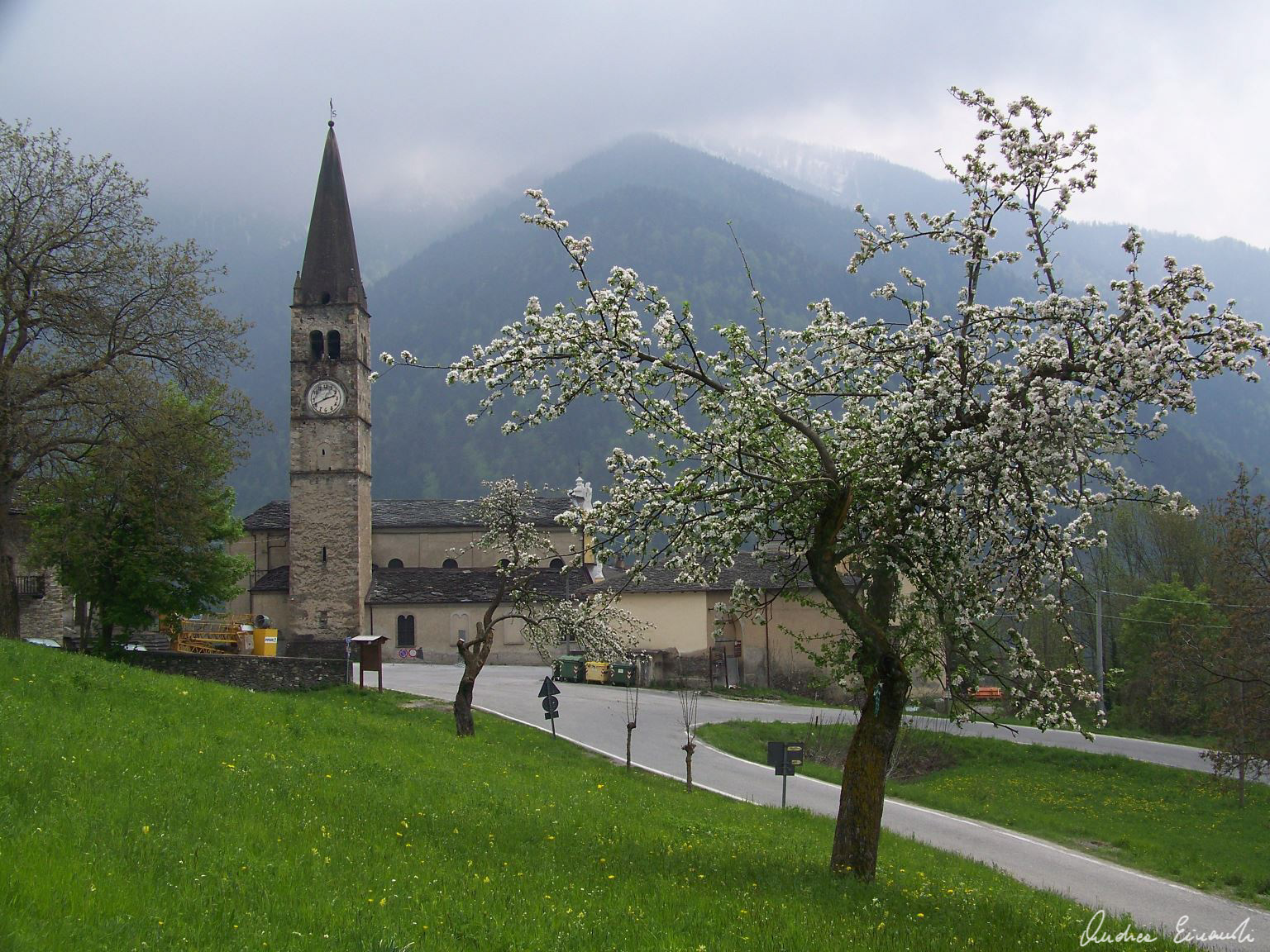
Chiesa di San Giovanni Battista a Paschero

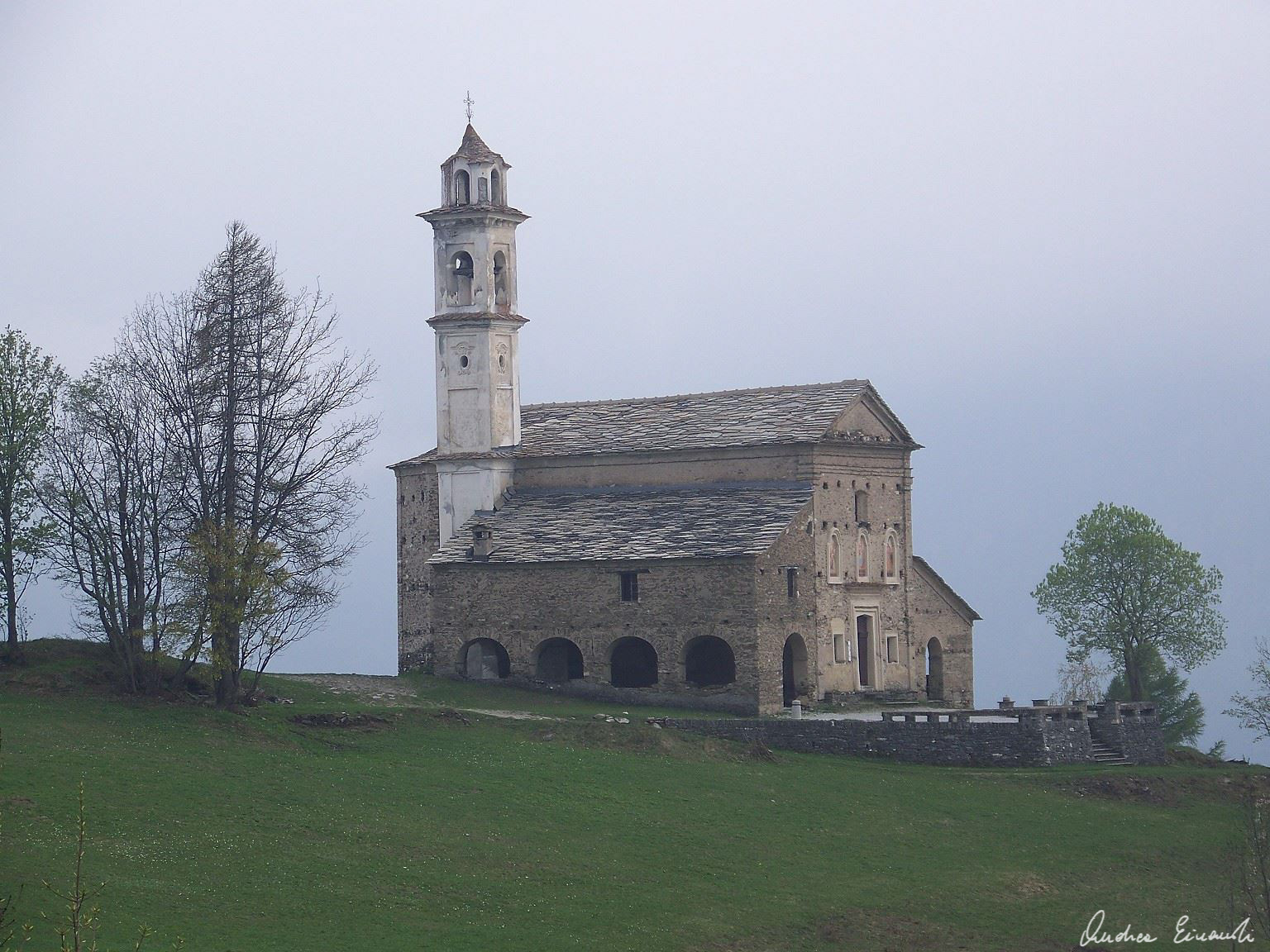
Santuario di Santa Maria di Morinesio

- Chiesa di San Giovanni Battista: situata nel Capoluogo Paschero (monumento nazionale) è la parrocchia. Di fronte ad essa, nella sede comunale, è visitabile il "Museo della scuola di montagna".
- Chiesa di San Pietro e Paolo (San Peyre): sulla strada per Elva, presenta un campanile romanico a cuspide gotica interamente a secco.[7]
- Lazzaretto: in Borgata Caudano, ex ospedale ed ex lazzaretto in tempo di peste, la cui costruzione risale al 1463.[8] Edificio recentemente acquistato dal comune e ristrutturato.
- Santuario di Santa Maria di Morinesio: santuario mariano situato in prossimità dell'abitato di Morinesio.

## Società

### Evoluzione demografica
Rispetto al censimento con il maggior numero di residenti (anno 1871), il comune ha perso il 94,13% della popolazione.
Abitanti censiti

## Amministrazione
Di seguito è presentata una tabella relativa alle amministrazioni che si sono succedute in questo comune.
| Periodo         | Periodo        | Primo cittadino     | Partito            | Carica  | Note   |
| --------------- | -------------- | ------------------- | ------------------ | ------- | ------ |
| 10 gennaio 1987 | 27 maggio 1990 | Girolamo Lonardelli | -                  | Sindaco | [ 10 ] |
| 27 maggio 1990  | 24 aprile 1995 | Girolamo Lonardelli | -                  | Sindaco | [ 10 ] |
| 24 aprile 1995  | 14 giugno 1999 | Andrea Salsotto     | -                  | Sindaco | [ 10 ] |
| 14 giugno 1999  | 14 giugno 2004 | Andrea Salsotto     | -                  | Sindaco | [ 10 ] |
| 14 giugno 2004  | 8 giugno 2009  | Pier Antonio Raina  | lista civica       | Sindaco | [ 10 ] |
| 8 giugno 2009   | 26 maggio 2014 | Davide Rovera       | lista civica       | Sindaco | [ 10 ] |
| 26 maggio 2014  | 26 maggio 2019 | Paolo Rovera        | lista civica Alpes | Sindaco | [ 10 ] |

### Altre informazioni
Stroppo faceva parte della comunità montana Valli Grana e Maira.
Nonostante sia stata toccata in passato dal fenomeno dell’emigrazione stagionale, ha comunque intrapreso ormai da tempo la strada dello sviluppo, soprattutto turistico, grazie non solo alle bellezze proprie del paesaggio di montagna, ma anche al ricco calendario di appuntamenti. Nel mese di giugno offre, agli amanti del sapore, la possibilità di andare “Su per Stroppo” per una camminata enogastronomica, bella e buona, profumata da cibi e vini cuneesi, tra numerosi e antichi sentieri, che un tempo erano le uniche vie di comunicazione tra le borgate; da agosto a settembre si svolge la rassegna “Chiese aperte e visite guidate nella Valle Maira”. La festa del Patrono, San Giovanni Battista, si celebra il 24 giugno.